# Enačba sončnega vzhoda
Enačba sončnega vzhoda se uporablja pri približnem določanju sončnega vzhoda ali zahoda za katerokoli Sončevo deklinacijo in geografsko širino, kjer je opoldan Sonce navidezno vedno najvišje na nebu:
{\displaystyle \cos \omega _{\circ }=-\tan \phi \times \tan \delta }
kjer je:
{\displaystyle \omega _{\circ }} je urni kot sončnega vzhoda (negativna vrednost) ali sončnega zahoda (pozitivna vrednost);
{\displaystyle \phi } je geografska širina opazovalca na Zemlji;
{\displaystyle \delta } je Sončeva deklinacija.

## Teorija enačbe
Zemlja se vrti okrog svoje osi s kotno hitrostjo približno 15°/h. Iz tega sledi izraz {\displaystyle \omega _{\circ }\times {\frac {\mathrm {15} ^{\circ }}{hour}}}, ki pokaže koliko ur pred krajevnim Sončevim poldnevom vzide ali zaide Sonce.
Geografska širina opazovalca {\displaystyle \phi } na ekvatorju je 0, pozitivna je za severno poloblo in negativna za južno poloblo. Sončeva deklinacija {\displaystyle \delta } je enaka 0 med pomladanskim in jesenskim enakonočjem, pozitivna med poletjem na severni polobli in negativna med zimo na severni polobli.
Izraz zgoraj vedno velja za geografske širine med arktičnim in antarktičnim krogom. Severno od arktičnega kroga in južno od antarktičnega kroga je vsaj en dan v letu brez sončnega vzhoda ali zahoda. Drugače rečeno, sončnega vzhoda ali zahoda ni, če velja {\displaystyle -90^{\circ }+\delta <\phi <90^{\circ }-\delta } med poletjem na severni polobli in če velja {\displaystyle -90^{\circ }+\delta <\phi <90^{\circ }-\delta } med zimo na severni polobli. Na teh širinah je včasih 24 ur dneva ali 24 noči.

## Splošna enačba
Zgornja enačba pa ne upošteva loma v ozračju, (ki dvigne Sončev disk za približno 0,6° nad obzorje) in neničelne velikosti Sončevega diska (približno 0,5°). Časi vzhodov in zahodov, kot se uporabljajo v astronomskih almanahih, se računajo z bolj splošno enačbo:
{\displaystyle \cos \omega _{\circ }={\dfrac {\sin a-\sin \phi \times \sin \delta }{\cos \phi \times \cos \delta }}}
kjer je altituda (a) središča Sončevega diska približno -0,83° (ali -50 kotnih sekund (˝)).

## Popolnejši izračuni za Zemljo
Ta splošna enačba zahteva, da se najprej izračunajo razne spremenljivke, preden se izračuna zadnja enačba. Enačbe imajo Sončeve in Zemljine konstante, ki pa so izražene v kotnih stopinjah.

### Izračunaj trenutni julijanski datum (JD)
{\displaystyle n=J_{date}-2451545.0+0.0008}
kjer je:
{\displaystyle n} je minulo število dni od 1. januarja 2000 ob 12:00.
{\displaystyle J_{datum}} je julijanski datum
2451545.0 je julijanski datum za 1,5. januar 2000
0.0008 je delež julijanskega dneva za prestopne sekunde in zemeljski čas.
trenutno = 68.184 / 86400 brez DUT1.

### Srednji Sončev poldan
{\displaystyle J^{\star }=n-{\dfrac {l_{w}}{360^{\circ }}}}
kjer je:
{\displaystyle J^{\star }} je približek srednjega Sončevega časa ob {\displaystyle n}izražen kot del julijanskega dneva.
{\displaystyle l_{\omega }} je zahodna geografska dolžina.

### Sončeva srednja anomalija
{\displaystyle M=(357.5291+0.98560028\times J^{\star })\mod 360}
kjer je:
M je Sončeva srednja anomalija, uporabljena v naslednjih enačbah.
"Mod 360" pomeni modulo ((357,5291 + 0,98560028 × J*) deliš s 360. Kar je celi ostanek, je M).

### Enačba središča
{\displaystyle C=1.9148\sin(M)+0.0200\sin(2M)+0.0003\sin(3M)}
kjer je:
C je vrednost enačbe središča, ki jo potrebujemo, da izračunamo lambdo (glej naslednjo enačbo).
1,9148 je samo koeficient enačbe središča za planet na katerem stoji opazovalec (v tem primeru je to Zemlja).

### Ekliptična širina
{\displaystyle \lambda =(M+C+180+102.9372)\mod 360}
kjer je:
λ je ekliptična širina.
102.9372 je vrednost argumenta perihelija.

### Krajevni Sončev poldan
{\displaystyle J_{s.poldan}=2451545,0+J^{\star }+0,0053\sin M-0,0069\sin \left(2\lambda \right)}
kjer je:
Js.poldan je julijanski datum za krajevni Sončev prehod čez meridian (krajevni Sončev poldan).
2451545.0 je poldan nekega dne v julijanskem datumu.
{\displaystyle 0.0053\sin M-0.0069\sin \left(2\lambda \right)} je poenostavljena različica enačbe časa. Koeficienti so deli dneva.

### Deklinacija Sonca
{\displaystyle \sin \delta =\sin \lambda \times \sin 23.44^{\circ }}
kjer je:
{\displaystyle \delta } je deklinacija Sonca.
23.44° je maksimalna nagnjenost Zemljine osi glede na ekliptiko.

### Urni kot
To je enaka enačba kot tista zgoraj, ki upošteva velikost Sončevega diska in loma v ozračju.
{\displaystyle \cos \omega _{\circ }={\dfrac {\sin(-0.83^{\circ })-\sin \phi \times \sin \delta }{\cos \phi \times \cos \delta }}}
kjer je:
ωo je urni kot od opazovalčevega nadglavišča;
{\displaystyle \phi } je severna geografska širina opazovalca (sever je pozitiven, jug je negativen) na Zemlji.
Če opazovalec ne opazuje na nadmorski višini 0, potem je treba dodati popravek nadmorske višine:
Dodaj  {\displaystyle -2.076^{\circ }{\sqrt {\text{nadmorska višina v metrih}}}/60^{\circ }} k številu -0,83° v sinusu. To popravi Zemljin lom in velikost Sončevega diska.

### Izračunaj sončni vzhod in zahod
{\displaystyle J_{vzhod}=J_{s.poldan}-{\dfrac {\omega _{\circ }}{360^{\circ }}}}
{\displaystyle J_{zahod}=J_{s.poldan}+{\dfrac {\omega _{\circ }}{360^{\circ }}}}
kjer je:
Jvzhod je julijanski datum sončnega vzhoda;
Jzahod je julijanski datum sončnega zahoda.